# District des Cordeliers
Le district des Cordeliers était l’une des soixante divisions administratives de Paris créées en avril 1789 pour organiser les élections des députés du Tiers-État aux États généraux. Initialement conçu comme un cadre électoral temporaire, il devint, à la faveur de la prise de la Bastille le 14 juillet 1789, une instance politique permanente, à l’image de nombreux autres districts parisiens. Ces assemblées, regroupant les citoyens à l’échelle locale, jouèrent un rôle central dans la vie municipale et la dynamique révolutionnaire. Celui des Cordeliers, « cœur symbolique de la Révolution » fut l'un des plus mobilisés lors des premières journées révolutionnaires.
Par le décret de mai 1790 qui instaure la section comme nouvelle subdivisions de la ville de Paris, elle se trouve prise pour bonne part dans la Section du Théâtre-Français, appelée successivement section Marseille (1792), section Marseille et Marat (1793), section Marat (1794) avant de disparaître en tant qu'unité administrative en 1795.